# Villa Pereira-Arnstein

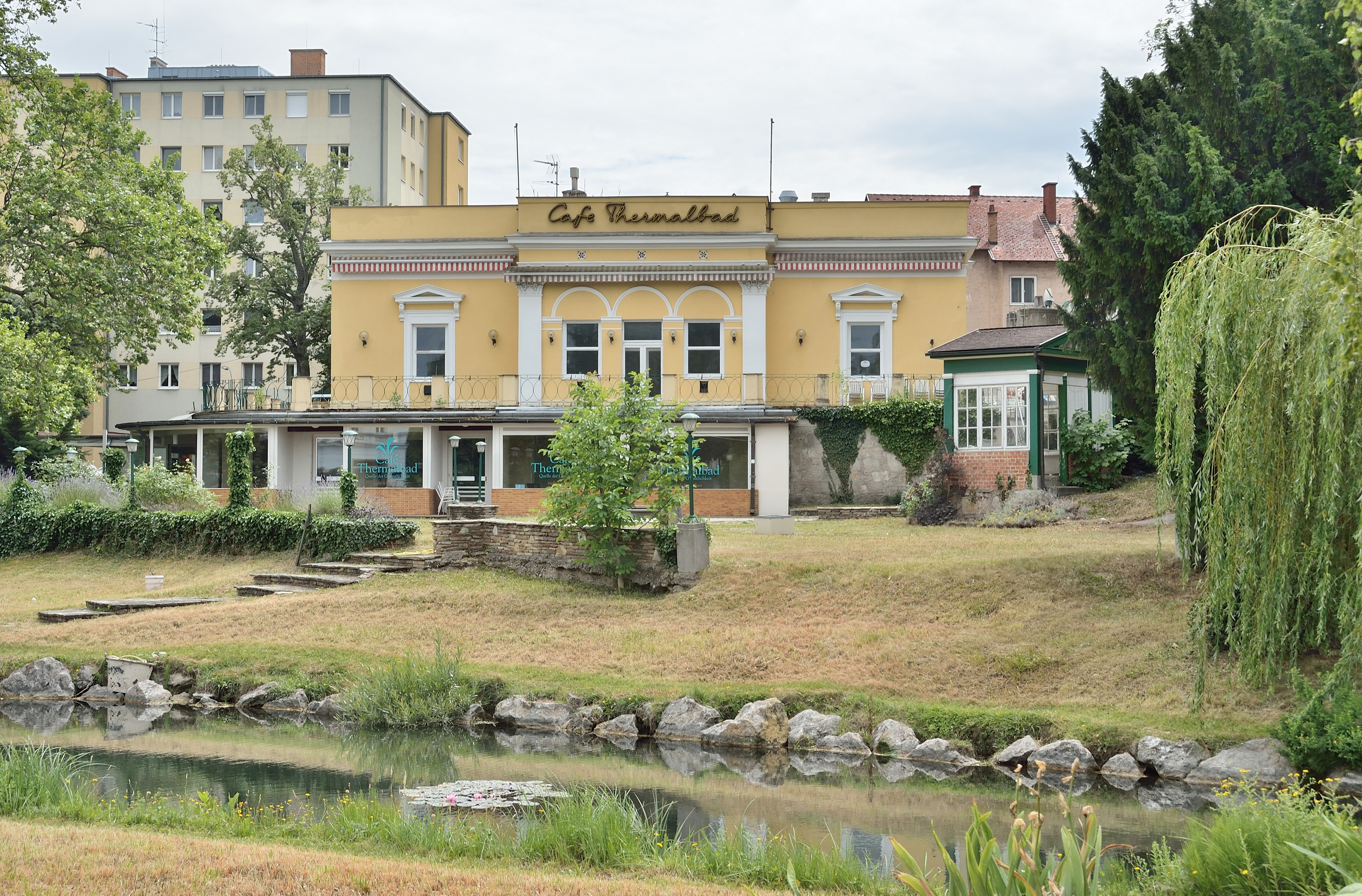
Café Thermalbad

Die Villa Pereira-Arnstein ist eine denkmalgeschützte Biedermeiervilla in Bad Vöslau in Niederösterreich.
Das eingeschoßige, um 1830 errichtete Gebäude wird Joseph Kornhäusel zugeschrieben. Die mit einem quadratischen Grundriss angelegte Villa stand ursprünglich auf einem rustizierten Sockel und war ab der zweiten Hälfte des 20. Jahrhunderts als Café Thermalbad in Verwendung und daher von einer Terrasse umgeben. Im Norden und Osten hat sie dreiachsige Mittelrisalite, verfügt über ein durchlaufendes Traufgesims und eine glatte Attika. Die blendbogenüberwölbten Fenster- und Türöffnungen haben Terracottaschmuck aus dem 4. Viertel des 19. Jahrhunderts. Im Süden steht ein älteres zweigeschoßiges Wirtschaftsgebäude, das mit der Villa über einen Durchfahrtsbogen verbunden ist.
Im Juni 2016 bestand eine Bausperre. Seit 2017 ist das Café geschlossen und das Gebäude wird umgebaut. Im Juni 2017 hat die Gemeinde das Objekt erworben und 2018 an die Vöslauer Mineralwasser AG verkauft, die die Villa und das dahinter liegende Wirtschaftsgebäude gemäß den Richtlinien des Denkmalschutzes sanieren wird. Ein daran anschließender Zubau wird als neue Firmenzentrale fungieren.
Auf dem Grundstück steht zudem eine mächtige Platane, die als Naturdenkmal (BN-048) geschützt ist.